# Wapen van Fortaleza
Het wapen van Fortaleza werd in 1890 ontworpen door Tristão de Alencar Araripe en wordt door de Braziliaanse stad Fortaleza gebruikt bij officiële stukken. Daarnaast wordt het wapen afgebeeld op openbare gebouwen in de stad en op de vlag van de gemeente.

## Beschrijving
Het schild is blauw van kleur beladen met een gouden toren staande op een blauw-groene grond. Het schild wordt gedekt door een gouden muurkroon. Voor het schild langsloopt een zilveren lint met daarop in zwarte letters FORTITUDINE, Latijn voor met kracht. Om het schild heen twee takken: de linkertak (voor de kijker rechts) is van een katoenplant. 
De muurkroon symboliseert dat Fortaleza een hoofdstad is: het toont vijf van de in totaal acht kantelen. 

## Geschiedenis
Het wapen is rond 1890 ontworpen door Tristão de Alencar Araripe, in zijn eerste versies kwamen wel fellere kleuren voor dan in het uiteindelijke wapen.  
In 2005 besloot burgemeester Luizianne Lins om het wapen te laten moderniseren. Het motto van de stad werd op een lint onder het wapen toegevoegd. In 2013 werd het wapen opnieuw gemoderniseerd. Ditmaal kwam het motto voor het schild langs te staan, zodat het prominenter in beeld staat. Het nieuwe wapen beoogt strakker en meer bij de tijd te zijn.